# The Big Hole
The Big Hole (deutsch Das große Loch) von Kimberley in Südafrika ist das Tagebaurestloch der ehemaligen Kimberley-Mine, aus der bis 1914 Diamanten gefördert wurden.

## Geologie
Der diamantführende Körper ist ein vulkanisches Trümmergestein, das Bruchstücke von Peridotit, Granatperidodit, Granatpyroxenit und Eklogit aus der unteren Erdkruste sowie dem oberen Erdmantel mitführt. Nach dem zu großer Bekanntheit gelangten südafrikanischen Ort wird diese Art von Gestein Kimberlit genannt. Es handelt sich dabei um serpentinisierte und karbonatisierte Glimmerperidotite. Zu den Hauptmineralien zählen Olivine, Phlogopit, Diopsid, Serpentine und Calcit. Die Diamanten sind als Einsprenglinge enthalten.
Die Form des Big Hole erklärt sich dadurch, dass der Kimberlit die Ausfüllung vertikaler Schlote ehemaliger Vulkane bildet, die zur Diamantgewinnung ausgehöhlt wurden.

## Daten
The Big Hole hat eine Fläche von 17 ha. Es hat an der Erdoberfläche einen Umfang von 1,6 km und einen Durchmesser von 460 m. Von 1871 bis zur Einstellung des Abbaus 1914 wurden 22,5 Millionen Tonnen Gestein ausgehoben. Die in gleichem Zeitraum zutage gebrachte Menge an Diamanten betrug 2722 kg bzw. 14,5 Millionen Karat.
Bei Einstellung des Bergbaubetriebs war das Tagebauloch 240 m tief. Heute ist es am Grund mit Wasser gefüllt; der Wasserspiegel liegt nun 175 Meter unter der Oberfläche der weiteren Umgebung. Da sich nach Einstellung des Bergbaubetriebs am Grund 25 Meter Schutt angesammelt haben, beträgt die verbleibende Wassertiefe 40 Meter. Der untertägige Abbau erreichte eine Teufe  von 1097 m.
The Big Hole liegt mitten in der Stadt und ist einerseits wegen der riesigen Dimensionen und andererseits wegen des Bergbau- und Freiluftmuseums am Rande des Big Hole sehenswert. Außerdem verkehrt zwischen dem Rathaus und dem Museum eine historische Straßenbahn.

## Geschichte
Nachdem im Jahr 1866 ein erster Diamant („Eureka“, 21,25 Karat) nahe dem Oranje sowie weitere Diamanten auf dem freien Feld in Alluvialsedimenten gefunden worden waren, ließ der Händler John O’Reilly durch Dr. Anthestone an der Rhodes-Universität von Grahamstown Proben analysieren, die er als Diamanten identifizierte. Bereits im Jahr 1870 arbeiteten auf den Diamantfeldern um Kimberley rund 50.000 Menschen. Die Brüder Johannes Nicolaas und Diederik Arnoldus de Beer kauften im Jahr 1871 Ackerland in Südafrika, konnten aber dem Druck des wachsenden Diamantmarktes nicht standhalten und verkauften die Bergwerke. Trotzdem nahm eine Mine ihren Namen an. Im Juli 1871 entdeckte Fleetwood Rawstorne eine Handvoll Diamanten in Colesberg Kopje, dem späteren Big Hole.
1888 wurde die Organisation „De Beers Consolidated Diamond Mines“ von Cecil John Rhodes und Charles Rudd ins Leben gerufen. Am 14. August 1914 wurde The Big Hole wegen mangelnder Rentabilität geschlossen.

## Trivia
Das Loch wird oft als das „größte je von Menschenhand gegrabene Loch“ bezeichnet. The Big Hole konkurriert um diesen Rekordstatus mit Jagersfontein, einem Tagebau 110 Kilometer südwestlich von Bloemfontein. The Big Hole ist etwas tiefer, Jagersfontein hat dafür aber ein größeres Volumen. Die Bezeichnung „größtes je von Menschenhand gegrabenes Loch“ ist jedoch irreführend; sie gilt nur bei Beschränkung auf eher einfache Werkzeuge, Dynamit und Aushöhlungen mit steilen Wänden.

## Tourismus
Von einem Stahlgerüst aus kann man in den Abgrund schauen. Es gibt Führungen rund um das Big Hole und ein großes Museum, in dem die Geschichte des Big Hole dargestellt wird.